# Elizabeth Montgomery
Elizabeth Victoria Montgomery, född 15 april 1933 i Hollywood, Los Angeles, död 18 maj 1995 i Beverly Hills, Los Angeles, var en amerikansk skådespelerska.
Montgomery är mest känd för sin roll som häxan Samantha Stephens i TV-serien Bewitched.

## Utmärkelser
Montgomery vann ett Theatre World Award 1954.

## Roller i urval
- 1958 – Alfred Hitchcock presenterar (TV-serie) (1 avsnitt)
- 1961, 1963 – Twilight Zone (TV-serie) (2 avsnitt)
- 1963 – Prärie (TV-serie) (1 avsnitt)
- 1963 – Vem har sovit i min säng?
- 1964 – Bikini Beach
- 1964–1972 – Bewitched (TV-serie) (254 avsnitt)
- 1965 – Familjen Flinta (TV-serie) (1 avsnitt)
- 1975 – Legenden om Lizzie Borden (TV-film)
- 1985 – Mellan mörker och ljus
- 1994 – Liket var bekant (TV-film)